# ターメル・スィヤーム
ターメル・スィヤーム（アラビア語: تامر صيام、Tamer Seyam、1992年11月25日-）は、パレスチナのプロサッカー選手。ウェストバンク・プレミアリーグのシャバーブ・アル・ハリールSC所属、ポジションはFW、MF。サッカーパレスチナ代表。
日本語ではタメル・セヤムと表記されることがある。

## 来歴

### クラブ
現在はシャバーブ・アル・ハリールSCに所属、2015年のアッ・シャヒード・アブー・アンマール・カップ（ヤーセル・アラファート・カップ）の準決勝・対シルワーンSC戦で先制のゴール（PK）を決めている。

### 代表
AFC U-22選手権2013の予選に出場。
AFCチャレンジカップ2014の優勝メンバーの一人である。同大会では準決勝などに出場した。